# Borut Javornik
Borut Javornik (Krka, 14 de abril de 1967) es un deportista esloveno que compitió por Yugoslavia en piragüismo en la modalidad de eslalon. Ganó una medalla de bronce en el Campeonato Mundial de Piragüismo en Eslalon de 1989, en la prueba de C1 por equipos.

## Palmarés internacional
| Representando a Yugoslavia |                             |                   |                |
| Campeonato Mundial         |                             |                   |                |
| Año                        | Lugar                       | Medalla           | Competición    |
| 1989                       | Río Savage (Estados Unidos) | Medalla de bronce | C1 por equipos |